# Sinagoga Maguen David de Calcuta
La Sinagoga Maguen David, és un edifici religiós que es troba en l'encreuament de la via Brabourne i el carrer Canning a Calcuta, en l'Índia. Maguen David és la segona sinagoga que funciona a Calcuta, sent l'altra la Sinagoga Beth El, un temple que es troba en el carrer Pollock. La sinagoga va ser construïda en 1884 per Elías David Joseph Esdras en la memòria del seu pare David Joseph Esdras, que va fer la seva fortuna en el negoci de bens arrels a Calcuta.